# Věra Hrochová
Věra Hrochová (25. června 1933 Praha – 9. října 1996 Praha) byla česká historička a byzantoložka.

## Život
V roce 1957 absolvovala studium historie na Filozofické fakultě Univerzity Karlovy v Praze. Poté působila na téže fakultě jako pedagog a vědecký pracovník na katedře obecných dějin a katedře věd o antickém starověku. Vědecky se zaměřovala na středověké dějiny Byzantské říše a východního Středomoří a na historii křížových výprav. V roce 1991 byla jmenována docentkou a v roce 1997 profesorkou (in memoriam). Vedle prací ze středověkých dějin se podílela na řadě učebnic pro základní, střední i vysoké školy a na několika kolektivních dílech. Jejím manželem byl historik Miroslav Hroch.